# 张义珍
张义珍（1964年8月—），女，汉族，河北安国人。中华人民共和国政治人物，曾任中共江苏省委副书记，现任江苏省政协主席、党组书记。

## 经历
1983年11月加入中国共产党，1984年7月参加工作。
1984年大学本科毕业于河北农业大学，1993年硕士毕业于河北农业大学农业经济管理专业。1998年博士毕业于华中农业大学。
历任河北农业大学副校长、中共河北省委组织部副部长、中共唐山市委副书记、中共河北省委统战部常务副部长、河北省人力资源和社会保障厅厅长，中华人民共和国人力资源和社会保障部副部长、党组成员，中共广东省委常委、组织部部长、省委党校校长，广东省行政学院院长等职。
2021年11月19日，调任中共江苏省委副书记。2022年1月9日，出任江苏省政协党组书记。1月22日，当选为省政协主席。